# اچ‌ام‌اس دیفاینس (۱۷۷۲)

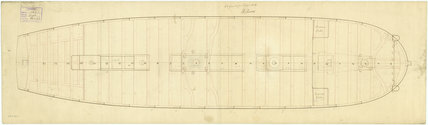
اچ ام سی دیفانس

اچ‌ام‌اس دیفاینس (۱۷۷۲) (به انگلیسی: HMS Defiance (1772)) یک کشتی بود که طول آن ۱۵۹ فوت ۶ اینچ (۴۸٫۶۲ متر) بود. این کشتی در سال ۱۷۷۲ ساخته شد.